# Decese în 2024
Această pagină conține o listă de personalități care au decedat în cursul anului 2024.
- Numele acestora sunt raportate după data decesului, în ordine alfabetică după nume sau pseudonim.
- Numele, vârsta, naționalitate, despre ce subiect a fost menționat, cauza morții (dacă este cunoscută) și referința.

## Decembrie
- 2 decembrie: Helmut Duckadam, fotbalist român (Steaua București) (n. 1959)
- 2 decembrie: Helmuth Frauendorfer, poet și jurnalist de limba germană originar din România (n. 1959)
- 3 decembrie: Ecaterina Oancia, canotoare română, campioană olimpică (1984) (n. 1954)
- 3 decembrie: Tan Howe Liang, halterofil singaporez (n. 1933)
- 4 decembrie: Prințesa Birgitta a Suediei, sora regelui Carl al XVI-lea Gustaf al Suediei (n. 1937)
- 4 decembrie: Hisham Kabbani, teolog mistic american de origine libaneză (n. 1945)
- 7 decembrie: Evgheni Aleinikov, trăgător de tir, medaliat olimpic cu bronz (2000) (n. 1967)
- 7 decembrie: Dumitru Margine, interpret de muzică populară românească (n. 1943)
- 8 decembrie: Zeno Fodor, critic de teatru, teatrolog și traducător român (n. 1934)
- 9 decembrie: Robert Sténuit, jurnalist, scriitor și scafandru-arheolog belgian (n. 1933)
- 9 decembrie: Dalton Trevisan, scriitor brazilian de povestiri scurte (n. 1925)
- 12 decembrie: Dan Grecu, gimnast român, medaliat olimpic cu bronz (1976) (n. 1950)
- 13 decembrie: Gheorghe Hioară, om politic din Republica Moldova, membru al Parlamentului Republicii Moldova (1990–1994) (n. 1948)
- 14 decembrie: Mircea Diaconu, actor și politician român, membru al Parlamentului European (2014–2019) (n. 1949)
- 18 decembrie: John Marsden, scriitor australian (n. 1950)
- 19 decembrie: Barry N. Malzberg, redactor și scriitor american (n. 1939)
- 19 decembrie: Federico Mayor Zaragoza, biochimist spaniol, membru de onoare al Academiei Române și al Academiei de Științe a Moldovei, membru al Parlamentului European (1987) (n. 1934)
- 19 decembrie: Miet Smet, politiciană belgiană, membră al Parlamentului European (1999–2004) (n. 1943)
- 20 decembrie: Rey Misterio Sr., wrestler mexican (n. 1958)
- 20 decembrie: George Zebrowski, autor american și editor de științifico-fantastic (n. 1945)
- 22 decembrie: Sorin Dumitrescu, pictor și grafician român (n. 1946)
- 23 decembrie: Teodoras Četrauskas, scriitor și traducător lituanian (n. 1944)
- 24 decembrie: Dési Bouterse, politician surinamez, președinte al statului Surinam (2010–2020) (n. 1945)
- 24 decembrie: Constantin Drumen, politician român, deputat (1996-2000) (n. 1950)
- 25 decembrie: Eric Hänni, judoca elvețian, medaliat olimpic (1968) (n. 1938)
- 25 decembrie: Bapsi Sidhwa, scriitoare pakistaneză (n. 1938)
- 26 decembrie: Manmohan Singh, om politic indian, prim ministru al Indiei (2004-2014) (n. 1932)
- 27 decembrie: Olivia Hussey, actriță de film britanică (n. 1951)
- 29 decembrie: Jimmy Carter, politician american, al 39-lea președinte al Statelor Unite ale Americii (1977–1981), laureat al Premiului Nobel pentru pace (2002) (n. 1924)
- 30 decembrie: Fraser Stoddart, chimist britanic-american,  laureat al Premiului Nobel pentru Chimie (2016) (n. 1942)

## Noiembrie
- 2 noiembrie: Jonathan Haze, actor american (n. 1929)
- 3 noiembrie: Quincy Jones, cântăreț, textier, compozitor, producător și aranjor american (n. 1933)
- 4 noiembrie: Kiki Håkansson, model suedeză, Miss World (1951) (n. 1929)
- 5 noiembrie: Nestor Rateș, jurnalist și scriitor român (n. 1933)
- 6 noiembrie: Madeleine Riffaud, poetă, jurnalistă și corespondentă de război franceză, membră a Rezistenței franceze (n. 1924)
- 6 noiembrie: Daniel Spoerri, artist plastic și scriitor elvețian (n. 1930)
- 6 noiembrie: Tony Todd, actor american, cunoscut în filmele (Destinație finală, Destinație finală 2, Destinație finală 3, Destinație finală 5) (n. 1954)
- 8 noiembrie: Geneviève Grad, actriță franceză (n. 1944)
- 8 noiembrie: Antônio de Orleans e Bragança, Prințul Imperial al Braziliei, Prințul Braziliei, Prințul de Orleans și Bragança (n. 1950)
- 9 noiembrie: Ram Narayan, cântăreț indian (n. 1927)
- 12 noiembrie: Silviu Prigoană, om de afaceri român (n. 1963)
- 12 noiembrie: Song Jae-rim, actor și model sud-coreean (n. 1985)
- 13 noiembrie: Paul Staes, politician belgian, membru al Parlamentului European (1984–1994) (n. 1945)
- 14 noiembrie: Peter Sinfield, scriitor și artist englez, cunoscut ca autor al versurilor trupei King Crimson (n. 1943)
- 14 noiembrie: Igor Volke, ufolog estonian și cercetător al anomaliilor mediului (n. 1950)
- 14 noiembrie: Elena Caragiu, actriță și scriitoare de origine română, soția actorului Toma Caragiu (n. 1937)
- 15 noiembrie: Béla Károlyi,  antrenor român de etnie maghiară și american de gimnastică artistică (n. 1942)
- 15 noiembrie: István Nemere, romancier maghiar, esperantist și traducător (n. 1944)
- 15 noiembrie: Sönke Sönksen, călăreț german (n. 1938)
- 15 noiembrie: Yuriko, Prințesa Mikasa, prințesă japoneză, membră a familiei imperiale a Japoniei (n. 1923)
- 17 noiembrie: Muazzez İlmiye Çığ, arheoloagă și asirioloagă turcă specializată în studiul Civilizației Sumeriene (n. 1910)
- 20 noiembrie: Lucian Iancu, actor și regizor român de teatru și film (n. 1940)
- 20 noiembrie: John Prescott, om politic britanic, membru al Parlamentului European (1973–1979), vicepremier al Regatului Unit (1997-2007) (n. 1938)
- 22 noiembrie: Dumitru Popescu, om politic, jurnalist, prozator, poet și memorialist român (n. 1928)
- 23 noiembrie: Marius Bațu, cântăreț de folk român (n. 1959)
- 23 noiembrie: Gabriel Cotabiță, cântăreț român (n. 1955)
- 24 noiembrie: Helen Gallagher, actriță, dansatoare și cântăreață americană (n. 1926)
- 25 noiembrie: Earl Holliman, actor de TV și film american (n. 1928)
- 26 noiembrie: Nicolae Popa, jurist român (n. 1939)
- 27 noiembrie: Maria Golopența-Alexandru, jucătoare de tenis de masă și antrenoare română (n. 1939)
- 28 noiembrie: Silvia Pinal, actriță mexicană (n. 1931)

## Octombrie
- 2 octombrie: Rüdiger Henning, canotor german (n. 1943)
- 6 octombrie: Johan Neeskens, fotbalist neerlandez (n. 1951)
- 8 octombrie: Simona-Maya Teodoroiu, jurist și om politic român (n. 1969)
- 9 octombrie: Ratan Tata,  industriaș și filantrop indian  (n. 1937)
- 12 octombrie: Oldřich Vlasák, om politic ceh, vice-președinte al Parlamentului European (2012–2014), membru al Parlamentului European (2004–2009) (n. 1955)
- 14 octombrie: Andrei Filotti, inginer hidroenergetician român, specialist în gospodărirea apelor (n. 1930)
- 15 octombrie: E. Allen Emerson, informatician american (n. 1954)
- 15 octombrie: Gabriela Melinescu, eseistă, poetă, scriitoare și traducătoare română (n. 1942)
- 16 octombrie: Liam Payne, cântăreț și compozitor englez (n. 1993)
- 17 octombrie: Valeriu Pavel Dan, actor român (n. 1971)
- 17 octombrie: Andrew Schally, endocrinolog polono-american, laureat al Premiului Nobel pentru Medicină (1977) (n. 1926)
- 19 octombrie: Delia Budeanu, jurnalistă și prezentatoare română de televiziune (n. 1946)
- 20 octombrie: Fethullah Gülen, învățat, teolog islamic, gânditor, poet și scriitor prolific, predicator și autor turc (n. 1941)
- 22 octombrie: Bernd Bauchspieß, fotbalist german, medaliat olimpic (n. 1939)
- 22 octombrie: Annelie Ehrhardt, atletă germană (n. 1950)
- 23 octombrie: Leon Neil Cooper, fizician american, laureat al Premiului Nobel pentru fizică (1972) (n. 1930)
- 24 octombrie: Bogdan Simionescu, chimist român, membru al Academiei Române (n. 1948)
- 26 octombrie: Roman Burțev, criminal și  pedofil rus (n. 1971)
- 27 octombrie: Paul Bailey, scriitor și critic literar britanic (n. 1937)
- 27 octombrie: Nicu Cojocaru, deputat român în legislatura 2000-2004 (n. 1951)
- 28 octombrie: Renato Raffaele Martino, cardinal italian (n. 1932)
- 28 octombrie: Paul Morrissey, realizator și regizor de filme american (n. 1938)
- 29 octombrie: Teri Garr, actriță americană (n. 1944)

## Septembrie
- 1 septembrie: Dan Voicilă, comentator radio de sport (n. 1939)
- 5 septembrie: Herbie Flowers, muzician englez (n. 1938)
- 6 septembrie: Paul Goldsmith, pilot de curse auto american (n. 1927)
- 6 septembrie: Sonia Iovan-Inovan, gimnastă română, medaliată cu bronz (1956, 1960) (n. 1935)
- 6 septembrie: Sérgio Mendes, muzician brazilian (n. 1941)
- 6 septembrie: Alan Rees, pilot britanic de Formula 1 (n. 1938)
- 7 septembrie: Ioan Moldovan, poet și eseist român, redactor șef al revistei „Familia” (n. 1952)
- 8 septembrie: Aleksandr Masleakov, prezentator de televiziune rus (n. 1941)
- 9 septembrie: James Earl Jones, actor american de teatru și film (n. 1931)
- 9 septembrie: Caterina Valente, cântăreață, dansatoare, actriță de film și interpretă de muzică ușoară și jazz de naționalitate italiană și cetățenie germană (n. 1931)
- 10 septembrie: Ioan Bâldea, deputat român în legislatura 2000-2004, ales în municipiul București pe listele partidului PRM (n. 1950)
- 10 septembrie: Jeffrey Titford, om politic britanic, membru al Parlamentului European (1999–2009) (n. 1933)
- 11 septembrie: Alberto Fujimori, politician peruan, președinte al Republicii Peru (1990–2000) (n. 1938)
- 12 septembrie: Gabriel Gonzalez, muzician american, membru al formației No Doubt (n. 1967)
- 15 septembrie: Tito Jackson, cântăreț și chitarist american (n. 1953)
- 15 septembrie: Elias Khoury, romancier, dramaturg și critic libanez (n. 1948)
- 15 septembrie: Gheorghe Mulțescu, fotbalist și antrenor de fotbal român (n. 1951)
- 15 septembrie: Valentin Samungi, handbalist român, medaliat cu bronz olimpic cu echipa la Jocurile Olimpice de vară din (1972) (n. 1942)
- 18 septembrie: Salvatore Schillaci, jucător italian de fotbal (n. 1964)
- 22 septembrie: Fredric Jameson, critic literar american, filozof și teoretician politic marxist (n. 1934)
- 25 septembrie: Sever Mureșan, sportiv și om de afaceri român  (n. 1948)
- 27 septembrie: Hassan Nasrallah, cleric, om politic și comandant libanez, secretar general al mișcării islamiste șiite Hezbollah din Liban (1992–2024) (n. 1960)
- 27 septembrie: Maggie Smith, actriță britanică de teatru, film și televiziune, dublă laureată a premiului Oscar (1969, 1978) (n. 1934)
- 28 septembrie: Kris Kristofferson, cântăreț și actor american (Blade, Blade II, Blade: Trinity) (n. 1936)
- 28 septembrie: Alexandre do Nascimento, cardinal angolez, arhiepiscop emerit de Luanda (1986–2001) (n. 1925)

## August
- 2 august: Nicu Covaci, compozitor, cântăreț, chitarist, pictor și grafician român, fondator și lider al formației Phoenix (n. 1947)
- 3 august: Timotei Ursu, regizor român de film (n. 1939)
- 4 august: Valentin Ioviță, fotbalist român (n. 1984)
- 4 august: Tsung-Dao Lee, fizician american de origine chineză, laureat al Premiului Nobel (1957) (n. 1926)
- 4 august: Emanoil Savin, senator român (n. 1958)
- 5 august: Iurie Păsat, politician moldovean, deputat în Parlamentul Moldovei (din 2021) (n. 1972)
- 6 august: Vasile Bahnaru, filolog moldovean (n. 1949)
- 9 august: Dumitru Abrudan, teolog și profesor universitar român, militant pentru ecumenism (n. 1938)
- 14 august: Gena Rowlands, actriță americană (n. 1930)
- 17 august: Zhou Guangzhao, fizician chinez, membru de onoare al Academiei Române (n. 1929)
- 18 august: Alain Delon, actor și producător francez, sex simbol al anilor '60, '70 și '80 (n. 1935)
- 18 august: Franciszek Smuda, fotbalist și antrenor polonez (n. 1948)
- 19 august: Maria Branyas, centenară spaniolă născută în SUA (n. 1907)
- 19 august: Mike Lynch, antreprenor britanic în tehnologie (n. 1965)
- 21 august: Dumitru-Mircea Buda, poet și critic literar român contemporan (n. 1982)
- 23 august: Predrag Matić, politician croat, membru al Parlamentului European (din 2019) (n. 1962)
- 23 august: Ottaviano Del Turco, om politic italian, membru al Parlamentului European (2004–2009) (n. 1944)
- 24 august: Christoph Daum, antrenor și fotbalist german, selecționer al României (2016–2017) (n. 1953)
- 24 august: Christos Yannaras, filozof și teolog al Bisericii Greciei (n. 1935)
- 25 august: Michel Siffre, speolog francez, aventurier și om de știință (n. 1939)
- 26 august: Nabil Elaraby, politician egiptean, secretar general al Ligii Arabe (2011–2016) (n. 1935)
- 26 august: Sven-Göran Eriksson, antrenor suedez de fotbal (n. 1948)
- 26 august: Sid Eudy, wrestler american (n. 1960)
- 28 august: Irina Glibko, handbalistă ucraineană (Oltchim Râmnicu Vâlcea) (n. 1990)
- 31 august: Corneliu Bîrsan, jurist român, profesor de drept civil, fost decan al Facultății de Drept a Universității București în perioada 1990-1998 (n. 1943)
- 31 august: Fatman Scoop, rapper american (n. 1971)

## Iulie
- 1 iulie: Ismail Kadare, scriitor albanez (Cronică în piatră) (n. 1936)
- 2 iulie: Ion Rițiu, actor român de teatru și film (n. 1950)
- 6 iulie: Teodor Zgureanu, dirijor și compozitor moldovean (n. 1939)
- 7 iulie: Haim Brézis, matematician francez de origine română (n. 1944)
- 7 iulie: Bengt I. Samuelsson, biochimist suedez, laureat al Premiului Nobel pentru fiziologie sau medicină (1982) (n. 1934)
- 9 iulie: Jerzy Stuhr, actor și regizor polonez (n. 1947)
- 10 iulie: Marian Velicu, boxer român (n. 1977)
- 11 iulie: Shelley Duvall, actriță americană de film, televiziune și voce (n. 1949)
- 12 iulie: Ruth Westheimer, terapeut sexual germano-american (n. 1928)
- 13 iulie: Shannen Doherty, actriță americană (n. 1971)
- 13 iulie: Richard Simmons, actor american de film, televiziune, și voce (n. 1948)
- 19 iulie: Richard Cottrell, om politic britanic, membru al Parlamentului European (1979–1989) (n. 1943)
- 19 iulie: Aldo Puglisi, actor italian (n. 1935)
- 19 iulie: Nguyễn Phú Trọng, politician vietnamez, secretar general al Partidului Comunist din Vietnam (2011–2024), președintele Vietnamului (2018–2021) (n. 1944)
- 19 iulie: Ray Reardon, jucător galez de snooker (n. 1932)
- 20 iulie: Demosten Ioniță, cleric ortodox de stil vechi din România, mitropolit al Bisericii Ortodoxe de Stil Vechi din România (2022–2024)  (n. 1927)
- 20 iulie: Moacir Rodrigues Santos, fotbalist brazilian (n. 1970)
- 20 iulie: Alexandru Ungureanu, geograf român, membru corespondent al Academiei Române (n. 1941)
- 21 iulie: Eugen Sârbu, violonist român (n. 1950)
- 22 iulie: Constantin Gruiescu, boxer român (n. 1945)
- 23 iulie: Mircea Grabovschi, handbalist român, campion mondial (1974), vicecampion olimpic (1976) (n. 1952)
- 25 iulie: Inés Ayala, politiciană spaniolă, membră al Parlamentului European (2004-2019) (n. 1957)
- 25 iulie: Mihai Caraman, general de Securitate român, director al Serviciului de Informații Externe (1990-1992) (n. 1928)
- 28 iulie: Prințul Michael al Greciei și Danemarcei, prinț, istoric și autor grec (n. 1939)
- 31 iulie: Ismail Haniyeh, lider palestinian, Prim-ministru al Autorității Naționale Palestiniene (2006–2014) (n. 1962)
- 31 iulie: Constantin Ionescu, șahist român, maestru internațional și mare maestru în șah (n. 1958)

## Iunie
- 1 iunie: Philippe Leroy, actor francez (n. 1930)
- 5 iunie: Sándor András, scriitor, istoric literar și poet maghiar, profesor universitar, autor al unor tratate de istorie literară comparată (n. 1934)
- 5 iunie: Alexandrina Cernov, critic și istoric literar, profesor la Universitatea din Cernăuți, membru de onoare al Academiei Române (din 1992) (n. 1943)
- 7 iunie: William Anders, ofițer al Forțelelor Aeriene ale Statelor Unite ale Americii, inginer, om de afaceri și astronaut NASA (n. 1933)
- 7 iunie: Mircea Carp, ziarist român (n. 1923)
- 9 iunie: Lynn Conway, specialistă americană în domeniul calculatoarelor, electrotehnicii și activistă pentru drepturile persoanelor transgen (n. 1938)
- 11 iunie: Françoise Hardy, cântăreață și actriță franceză (n. 1944)
- 11 iunie: Tony Lo Bianco, actor american de filme și televiziune (n. 1936)
- 12 iunie: Josep Pons Grau, om politic spaniol, deputat, membru al Parlamentului European (1986–1999) (n. 1948)
- 12 iunie: Jerry West, jucător și antrenor american de baschet (n. 1938)
- 15 iunie: Frederik Willockx, om politic belgian, membru al Parlamentului European (1994–1999) (n. 1947)
- 18 iunie: Anouk Aimée, actriță franceză (n. 1932)
- 18 iunie: Nathaly Antona, politiciană franceză, membră al Parlamentului European (9–18 iunie 2024) (n. 1975)
- 18 iunie: Joan Brady, scriitoare de origine americană (n. 1939)
- 19 iunie: Ioan Es. Pop, poet și publicist român (n. 1958)
- 20 iunie: Donald Sutherland, actor canadian (Jocurile foamei) (n. 1935)
- 20 iunie: Ion Vianu, medic psihiatru și scriitor român (n. 1934)
- 21 iunie: Spiridon Vangheli, prozator, poet, traducător și editor din Republica Moldova (n. 1932)
- 27 iunie: Martin Mull, actor, umorist și pictor american (n. 1943)
- 27 iunie: Landry N'Guémo, fotbalist camerunez (n. 1985)
- 28 iunie: Kostis Gontikas, om politic grec, membru al Parlamentului European (1981–1984) (n. 1934)
- 30 iunie: Ileana Stana-Ionescu, actriță română și om politic (n. 1936)
- 30 iunie: Ion V. Ionescu, fotbalist și antrenor român (n. 1936)

## Mai
- 1 mai: Richard Tandy, muzician englez (n. 1948)
- 5 mai: César Luis Menotti, jucător și antrenor argentinian de fotbal (n. 1938)
- 6 mai: Susanna Kubelka, scriitoare austriacă (n. 1942)
- 6 mai: Petia Stavreva, politiciană bulgară, membră al Parlamentului European (2007–2009) (n. 1977)
- 8 mai: Oleg Gudîmo, general de securitate și om politic din Transnistria (n. 1944)
- 9 mai: Roger Corman, producător și regizor american de filme (n. 1926)
- 10 mai: Mary Banotti, politiciană irlandeză, membră al Parlamentului European (1984–2004) (n. 1939)
- 11 mai: Vladimir Iastrebceak, om politic din Transnistria, ministru al afacerilor externe al autoproclamatei Republici Moldovenești Nistrene (n. 1979)
- 13 mai: Alice Munro, scriitoare canadiană, laureată al Premiului Nobel pentru literatură (2013) (n. 1931)
- 16 mai: Dabney Coleman, actor de film american, laureat al Premiului Emmy (1987), laureat al Premiului Globul de Aur (1987) (n. 1932)
- 17 mai: Gordon Bell, inginer electotehnist și manager american (n. 1934)
- 19 mai: Ebrahim Raisi, politician iranian, jurist, președinte al Iranului (2021–2024) (n. 1960)
- 20 mai: Karl-Heinz Schnellinger, jucător de fotbal german (n. 1939)
- 22 mai: Costel Constantin, actor român (n. 1942)
- 22 mai: Marie-Françoise Garaud, om politic francez, (1999-2004) (n. 1934)
- 24 mai: Doug Ingle, cântăreț american (n. 1945)
- 24 mai: David Walker, pilot australian de Formula 1 (n. 1941)
- 27 mai: Ștefan Birtalan, handbalist român (Steaua București, Minaur Baia Mare), antrenor și personalitate sportivă, medaliat olimpic cu argint (1976) (n. 1948)

## Aprilie
- 1 aprilie: Sami Michael, scriitor israelian de limba ebraică, evreu originar din Irak (n. 1926)
- 2 aprilie: John Barth, eseist, nuvelist, scriitor și pedagog american (n. 1930)
- 2 aprilie: Veljko Bulajić, regizor de film muntenegreano-croat (n. 1928)
- 2 aprilie: Doros Christodoulidis, cardiolog și politician cipriot, membru al Parlamentului European (2004) (n. 1946)
- 3 aprilie: Tănase Tănase, antrenor emerit de volei (n. 1925)
- 4 aprilie: Lynne Reid Banks, scriitoare britanică de cărți pentru copii și adulți (n. 1929)
- 8 aprilie: Peter Higgs, fizician teoretic englez, laureat al Premiului Nobel pentru fizică (2013) (n. 1929)
- 8 aprilie: Christiane Scrivener, politiciană franceză, membru al Parlamentului European (1979–1989) (n. 1925)
- 8 aprilie: Ilie Șerbănescu, economist român, ministrul reformei (1997–1998) (n. 1942)
- 9 aprilie: Alexandru Simionovici, deputat român (1992-1996) (n. 1944)
- 10 aprilie: Marian Costea, jucător român de hochei pe gheață (n. 1952)
- 10 aprilie: O. J. Simpson, actor (Un polițist cu explozie întârziată) și jucător de fotbal american (n. 1947)
- 11 aprilie: Gheorghe Tinca, politician român, ministru al apărării (1994–1998) (n. 1941)
- 11 aprilie: Shigeharu Ueki, fotbalist japonez (n. 1954)
- 12 aprilie: Roberto Cavalli, creator de modă și inventator italian (n. 1940)
- 12 aprilie: Olga Fikotová-Connolly, atletă americană originară din Cehoslovacia care a concurat în proba de aruncare a discului (n. 1932)
- 12 aprilie: Lucy Rimmer, vocalistă și cântăreață britanică, membră al bandului The Fall (n. ?)
- 13 aprilie: Constantin Cojocaru, actor român de teatru și de film (n. 1945)
- 13 aprilie: David Hedgley, informatician și matematician american, care a avut contribuții majore în domeniul graficii computerizate (n. 1937)
- 14 aprilie: Doru-Viorel Ursu, politician român și avocat, ministru de Interne al României (1990–1991) (n. 1953)
- 15 aprilie: Constantin Corduneanu, luptător olimpic român (1992, 1996) (n. 1969)
- 15 aprilie: Reita, cântăreț japonez, basistul bandului The Gazette (n. 1982)
- 16 aprilie: Josep Maria Terricabras i Nogueras, filozof, academic și om politic catalan, membru al Parlamentului European (2014–2024) (n. 1946)
- 19 aprilie: Daniel Dennett, filozof american (n. 1942)
- 19 aprilie: Naomy, cântăreață și compozitoare română (n. 1977)
- 20 aprilie: Octavian Vintilă, scrimer român specializat pe sabie și comentator sportiv (n. 1938)
- 22 aprilie: Hana Brejchová, actriță de film cehă (n. 1946)
- 23 aprilie: Ecaterina Oproiu, publicistă, biograf, critic de film, dramaturg, magistrată, realizatoare de filme documentare română (n. 1929)
- 29 aprilie: Sérgio Ribeiro, om politic portughez, membru al Parlamentului European (2004–2009) (n. 1935)
- 29 aprilie: Fernando Suárez González, om politic spaniol, membru al Parlamentului European (1986–1994) (n. 1933)
- 30 aprilie: Paul Auster, eseist, poet, prozator, scenarist și traducător american, de origine evreu (n. 1947)

## Martie
- 1 martie: Akira Toriyama,  mangaka cu renume mondial pentru crearea seriei Dragon Ball, începută în 1984 (n. 1955)
- 2 martie: Dinu Săraru, director de teatru, dramaturg, eseist, publicist, romancier și scriitor român (n. 1932)
- 2 martie: Nikola Vuljanić, politician croat, membru al Parlamentului European (2013–2014) (n. 1949)
- 5 martie: Andrei Mihalache,  lăutar, acordeonist virtuoz și solist vocal din România, de etnie romă (n. 1944)
- 8 martie: Herbert Kroemer, fizician german, laureat al Premiului Nobel pentru Fizică (2000) (n. 1928)
- 12 martie: Akio Ōkubo, traducător japonez de literatură italiană și de literatură franceză (n. 1927)
- 13 martie: Jacques Donnay, politician francez, membru al Parlamentului European (1994–1999) (n. 1925)
- 13 martie: Patriarhul Neofit al Bulgariei, patriarh al Bulgariei (2013–2024) (n. 1945)
- 13 martie: István Szilágyi, scriitor maghiar din Transilvania (n. 1938)
- 14 martie: Lamara Cekonia, soprană georgiană (n. 1930)
- 18 martie: Daniel Barbu, scriitor și politician român, ministrul culturii (2012-2013) (n. 1957)
- 18 martie: Jimmy Hastings, muzician scoțian (n. 1938)
- 18 martie: Thomas P. Stafford, general-locotenent al United States Air Force, fost pilot de încercare și astronaut NASA (n. 1930)
- 19 martie: M. Emmet Walsh, actor american (n. 1935)
- 20 martie: Dumitru Macri, fotbalist și antrenor român (n. 1931)
- 20 martie: Teodor Marius Spînu, politician român, membru al Partidului Democrat Liberal (n. 1965)
- 20 martie: Vernor Vinge, scriitor de science fiction (Foc în adânc, Adâncurile cerului, La Capătul curcubeului) (n. 1944)
- 23 martie: Nicolae Manolescu, critic și istoric literar român (n. 1939)
- 23 martie: Emilian Nuțu, sculptor român, membru al Uniunii Artiștilor Plastici din România (n. 1951)
- 23 martie: Maurizio Pollini, pianist și dirijor italian (n. 1942)
- 25 martie: Gheorghe Cimpoieș, agronom moldovean, specialist în horticultură și viticultură. membru corespondent al Academiei de Științe a Moldovei (n. 1950)
- 26 martie: George Nicolescu, muzician român (n. 1950)
- 26 martie: Anna Stark-Stănișel,  handbalistă română de origine germană, multiplă campioană mondială cu echipele României în 7 și 11 jucătoare (n. 1935)
- 28 martie: Horațiu Giurgiu, jucător român de baschet, ulterior antrenor (n. 1938)
- 29 martie: Louis Gossett, Jr., actor american (n. 1936)
- 30 martie: Géza Tordy, actor maghiar (n. 1938)

## Februarie
- 1 februarie: Carl Weathers, actor american (Rocky, Predator) și fost jucător de fotbal american (n. 1948)
- 2 februarie: Christopher Priest, romancier englez (n. 1943)
- 2 februarie: John Walker, programator de calculatoare, autor și co-fondator al companiei de computer-aided design Autodesk (n. 1950)
- 3 februarie: Prințul Vittorio Emanuele di Savoia, membru al Casei regale italiene, fiu al regelui Umberto al II-lea (n. 1937)
- 4 februarie: Hage Geingob, politician namibian, Președinte al Namibiei (2015–2024), Prim-ministru al Namibiei (1990–2002, 2012–2015) (n. 1941)
- 6 februarie: Gheorghe Iamandi, fotbalist român (n. 1957)
- 6 februarie: Seiji Ozawa, dirijor și muzician japonez (n. 1935)
- 6 februarie: Sebastián Piñera, politician chilian, președinte al statului Chile (2010–2014, 2018–2022) (n. 1949)
- 9 februarie: Damo Suzuki, muzician japonez (n. 1950)
- 16 februarie: Dmitri Markov, jurnalist și fotograf rus (n. 1982)
- 16 februarie: Aleksei Navalnîi, politician de opoziție din Rusia, dizident (n. 1976)
- 17 februarie: Johan Galtung, sociolog norvegian (n. 1930)
- 17 februarie: Cătălin Dumitru Toma,  politician român (n. 1977)
- 19 februarie: Prințesa Ira von Fürstenberg, actriță și designer de modă italiană (n. 1940)
- 20 februarie: Erik Bergkvist, om politic suedez, membru al Parlamentul European (2019–2024) (n. 1965)
- 20 februarie: Andreas Brehme, jucător și antrenor german de fotbal, campion mondial (1990) (n. 1960)
- 20 februarie: Vasile Dîba, caiacist român, campion olimpic (1976) (n. 1954)
- 20 februarie: Vitalij Kuprij, compozitor și muzician ucrainean (n. 1974)
- 21 februarie: Roger Guillemin, om de știință francez, laureat al Premiului Nobel pentru fiziologie sau medicină (1977) (n. 1924)
- 22 februarie: Artur Jorge, fotbalist și antrenor portughez (n. 1946)
- 23 februarie: Irene Camber, scrimeră italiană, campioană olimpică (1952), campioană mondială (1953, 1957 cu echipa) (n. 1926)
- 23 februarie: Mioara Roman, scriitoare, jurnalistă, traducătoare și profesoară de limbă și civilizație arabă (n. 1940)
- 24 februarie: Brian Stableford, scriitor britanic de romane științifico-fantastice (n. 1948)
- 25 februarie: Alex Ștefănescu, critic și istoric literar român (n. 1947)
- 28 februarie: Nikolai Rîjkov, politician rus, Prim-ministrul Uniunii Sovietice (1985–1991) (n. 1929)

## Ianuarie
- 1 ianuarie: Mario Boljat, fotbalist croat (Hajduk Split, Schalke 04) (n. 1951)
- 1 ianuarie: Peter Magubane, fotograf sud-african (n. 1932)
- 1 ianuarie: Lawrence Sydney Nicasio, duhovnic din Belize, episcop romano-catolic (n. 1956)
- 1 ianuarie: Iwona Śledzińska-Katarasińska, politiciană poloneză, membră al Seimului polonez (1991–2023) (n. 1941)
- 1 ianuarie: Sidney M. Wolfe, medic american (n. 1937)
- 1 ianuarie: Niklaus Wirth, informatician elvețian (n. 1934)
- 1 ianuarie: Riad al-Turk, lider al opoziției siriene (n. 1930)
- 1 ianuarie: Hartmut Ritzerfeld, pictor german (n. 1950)
- 1 ianuarie: Ved Prakash Nanda, academician indian (n. 1934)
- 1 ianuarie: J. Russell George, avocat american (n. 1963)
- 1 ianuarie: Marcia Garbey, atletă cubaneză (n. 1949)
- 1 ianuarie: Mickey Cottrell, publicist, actor american (n. 1944)
- 1 ianuarie: Chang Chih-chia, jucător taiwanez de baseball (n. 1980)
- 2 ianuarie: Zvi Zamir, general israelian, fost director Mossad (n. 1925)
- 2 ianuarie: Rafael Valle, jucător portorican de baschet (n. 1938)
- 3 ianuarie: Karsten Knolle, om politic german, membru al Parlamentului European (1999–2004) (n. 1939)
- 3 ianuarie: Tawl Ross, muzician american (n. 1948)
- 4 ianuarie: Glynis Johns, actriță, dansatoare, muziciană și cântăreață britanică (n. 1923)
- 5 ianuarie: Mário Zagallo, antrenor și jucător de fotbal brazilian cu origini libaneze și italiene (n. 1931)
- 6 ianuarie: Sabetai Unguru, istoric israelian al matematicii, evreu originar din România (n. 1931)
- 7 ianuarie: Franz Beckenbauer, antrenor, manager și fost jucător de fotbal german (n. 1945)
- 10 ianuarie: Terry Bisson, scriitor american de science-fiction & fantasy, cel mai cunoscut pentru povestirile sale (n. 1942)
- 10 ianuarie: Peter Crombie, actor american de film și televiziune (n. 1952)
- 10 ianuarie: Janusz Majewski, regizor de film, dramaturg, scriitor și scenarist polonez (n. 1931)
- 11 ianuarie: Iuri Solomin, actor și regizor rus (n. 1935)
- 13 ianuarie: András Csiky, actor român de etnie maghiară (n. 1930)
- 13 ianuarie: Stephen Laybutt, fotbalist australian (n. 1977)
- 18 ianuarie: Donald Adamson, scriitor, istoric, biograf și traducător britanic specializat în literatura franceză (n. 1939)
- 20 ianuarie: Choe Thae-bok, politician din Coreea de Nord (n. 1930)
- 20 ianuarie: Norman Jewison, regizor, producător de film și actor canadian, fondator al Centrului Canadian de Film (n. 1926)
- 20 ianuarie: John Tomlinson, Baron Tomlinson, politician britanic, membru al Parlamentului European (1984–1999) (n. 1939)
- 21 ianuarie: Vlad Ciobanu, sculptor român (n. 1948)
- 22 ianuarie: Arno Allan Penzias, fizician american, laureat al Premiului Nobel pentru Fizică (1978) (n. 1933)
- 22 ianuarie: Luigi Riva, jucător italian de fotbal, campion european (1968) (n. 1944)
- 23 ianuarie: Frank Farian, compozitor și muzician german (n. 1941)
- 24 ianuarie: Jesse Jane, actriță porno din Statele Unite ale Americii (n. 1980)
- 24 ianuarie: N. Scott Momaday, scriitor american (n. 1934)
- 27 ianuarie: Iosif Lereter, fotbalist român (n. 1933)
- 29 ianuarie: Sandra Milo, actriță italiană (n. 1933)
- 30 ianuarie: Jandira Martini, actriță braziliană (n. 1945)